# The Id
Albums de Macy Gray
On How Life Is
(1999) The Trouble with Being Myself
(2003)
The Id est le second album de la chanteuse américaine de RnB/soul Macy Gray, sorti en septembre 2001 sur le label Epic Records juste après les attentats du 11 septembre 2001, peut-être la raison principale de son flop aux États-Unis. Cet album atteint rapidement à ses débuts la 11e place du classement Billboard 200, vendu à 93 000 exemplaires au bout d'une semaine, mais chuta à la 35e place la semaine suivante. Néanmoins, The Id se classe quand même mieux que son prédécesseur, On How Life Is, dans la plupart des pays européens, atteignant la première place des classements au Royaume-Uni et au Danemark.
Cet album contient le single Sweet Baby, qui contient une collaboration avec la chanteuse de Neo soul Erykah Badu.

## Liste des titres
1. "Relating to a Psychopath" (Macy Gray, Jeremy Ruzumna, David Wilder, Darryl Swann) – 4:48
2. "Boo" (Gray, Ruzumna, Wilder, Swann, Victor Indrizzo, Zac Rae) – 4:25
3. "Sexual Revolution" (Gray, Ruzumna, Wilder, Swann) – 4:45
4. "Hey Young World Part 2" (featuring Slick Rick) (Gray, Ricky Walters, Dante Beze, Lamont Dorrell, Charles Singleton, Eddie Snyder) – 4:03
5. "Sweet Baby" (featuring Erykah Badu) (Gray, Joe Solo) – 3:49
6. "Harry" (Gray) – 3:10
7. "Gimme All Your Lovin' or I Will Kill You" (Gray, Ruzumna, Swann, Arik Marshall, Rita Marley) – 4:45
8. "Don't Come Around" (featuring Sunshine Anderson) (Gray, Ruzumna) – 4:37
9. "My Nutmeg Phantasy" (featuring Angie Stone and Mos Def) (Gray, Swann, Keith Ciancia, Finn Hammer, Lonnie Marshall, Tom Ralls) – 4:55
10. "Freak Like Me" (Gray, Swann, Gary Zekley, Eric Hord) – 3:38
11. "Oblivion" (Gray) – 2:49
12. "Forgiveness" (Gray, Swann, Hoyt Axton) – 5:17
13. "Blowin' Up Your Speakers" (Gray, Swann) – 1:08
14. "Shed" (hidden track) – 4:17

## Personnel

### Musiciens
| - Macy Gray – Voix, Chœur - Stephanie Alexander – Chœur - Sunshine Anderson – Voix - Issiah J. Avila – Batterie - Erykah Badu – Voix - Marina Bambino – percussion, Chœur - Steve Baxter – trombone - Dawn Beckman – Chœur, skit - Printz Board – cor, trompette, Chœur - Dustin Boyer – guitare - Tim Carmon – orgue - Davey Chedwiggen – percussion - Keith Ciancia – Moog synthétiseur, Kurzweil, orgue Farfisa, orgue Whirly - Marc Cross – Chœur - Brian J. Durack – orgue - DJ Kiilu – scratch - Mike Elizondo – guitare basse - Fannie Franklin – Chœur - Herb Graham, Jr. – Batterie - Victor Indrizzo – Batterie - Tim Izo – saxophone, clarinette, flûte, Chœur - Darren Johnson – Rhodes piano - Gabby Lang – sitar - Jinsoo Lim – guitare - Jane Lopez – Chœur - Arik Marshall – guitare | - Lonnie "Meganut" Marshall – guitare basse - Mos Def – Voix - Dion Murdock – Batterie - Audra Nishita – Chœur - Billy Preston – orgue, clavichord - Zac Rae – orgue, synthétiseur, clarinette, piano, guitare, chamberlin, synthétiseur Moog, Fender Rhodes, Wurlitzer, Stylophone Dubreq, Casio, - Tom Ralls – trombone - Thom Russo – Chœur - Jeremy Ruzumna – orgue, synthétiseur, piano, clavichord, synthétiseur Moog, skit, orgue Whirly - Raphael Saadiq – guitare - Jim Sitterly – violon - Slick Rick – Voix - Sy Smith – Chœur - Angie Stone – Voix - Darryl Swann – guitare, percussion, Chœur, skit - Ahmir "?uestlove" Thompson – Batterie, percussion - Frank Walker – percussion - Lejon Walker – Chœur - Tracy Wannamoe – clarinette - Latina Webb – Chœur - David Wilder – guitare basse - Pamela Williams – Chœur - James Wooten – orgue - Ericka Yancey – Chœur |

### Production
| - Macy Gray – Producteur, Producteur exécutif, arrangement des voix - Ricky Chao – Ingénieur du son - Jeff Chestek – Ingénieur - DJ Kiilu – coproducteur - Phil Gitomer – Ingénieur - Jay Goin – Ingénieur, Assistant Mixage audio - Lili Haydn – arrangements des cordes - Steven Kadison – assistant masterisation audio - Anthony Kilhoffer – Assistant Mixage audio - Tim LeBlanc – Ingénieur - Sean McClintock – Ingénieur - Vlado Meller – Masterisation - Mike Melnick – Ingénieur - John Myers – Ingénieur | - Alissa Myhowich – Assistant Mixage audio - Adam Olmsted – Ingénieur - Robert Read – Assistant Mixage audio - Rick Rubin – Producteur exécutif - Thom Russo – Mixage audio - Raphael Saadiq – coproducteur, arrangements des cordes - Darryl Swann – Producteur, Programmation, Ingénieur, arrangement des voix, arrangements des cordes - Ahmir "?uestlove" Thompson – coproducteur, Mixage audio - Charles Veal, Jr. – arrangements des cordes - Rich Veltrop – Assistant Mixage audio - Dave Way – Mixage audio - Krystof Zizka – Ingénieur |

## Classements
| Classement (2001)                           | Meilleure Position |
| ------------------------------------------- | ------------------ |
| Classement ARIA des albums en Australie     | 3                  |
| Classement des albums en Australie          | 7                  |
| Classement des albums en Belgique, Flandre  | 8                  |
| Classement des albums en Belgique, Wallonie | 7                  |
| Classement des albums au Canada             | 6                  |
| Classement des albums au Danemark           | 1                  |
| Top 100 européens des albums                | 2                  |
| Classement des albums en Finlande           | 8                  |
| Classement SNEP des albums en France        | 25                 |
| Classement des albums en Allemagne          | 10                 |
| Classement des albums en Irlande            | 7                  |
| Classement FIMI des albums en Italie        | 4                  |

| Classements (2001)                              | Meilleure Position |
| ----------------------------------------------- | ------------------ |
| Classement RIANZ des albums en Nouvelle-Zélande | 7                  |
| Classement des albums en Norvège                | 8                  |
| Classement des albums en Pologne                | 7                  |
| Classement des albums en Suède                  | 14                 |
| Classement des albums en Suisse                 | 4                  |
| Classement des albums au Royaume-Uni            | 1                  |
| U.S. Billboard 200                              | 11                 |
| U.S. Billboard Top R&B/Hip-Hop Albums           | 9                  |
| U.S. Billboard Top Internet Albums              | 5                  |
| Classements (2003)                              | Meilleure Position |
| Classement des albums aux Pays-Bas              | 13                 |

## Certifications
| - Platinum CRIA: 100,000 | - Gold IFPI: 20,000 ARIA: 35,000 BPI: 100,000 RIAA: 593,000, |

## Historique des sorties
| Pays        | Date              | Label |
| ----------- | ----------------- | ----- |
| Royaume-Uni | 17 septembre 2001 | Sony  |
| États-Unis  | 18 septembre 2001 | Epic  |
| Japon       | 19 septembre 2001 | Epic  |